# Griend
Griend és un illot sorrenc del mar de Wadden. Està situat entre la costa occidental de la província de Frísia i la cadena d'illes Frisones, de les quals es considera tanmateix que forma part. Administrativament pertany al municipi de Terschelling, situat uns quilòmetres al nord.
Hom creu que Griend és el que resta d'una illa que a l'edat mitjana era habitada i acollia fins i tot amb una petita ciutat. Actualment està deshabitat i és una àrea natural d'especial interès ornitològic. Té una petita caseta emprada durant l'estiu pels biòlegs.
L'illot no compta amb dics que la protegeixin (a diferència de la majoria d'altres illes frisones) o en fixin la posició, de manera que es desplaça lentament cap a l'est (per efecte de l'erosió a un costat i acreció a l'altre).